# 平山夢
平山 夢（ひらやま ゆめ、2000年3月30日 - ）は、日本の元プロボクサー。福岡県福岡市出身。福岡県立宇美商業高等学校卒業。YuKOフィットネスボクシングジム所属。第3代日本女子フライ級王者。
父の平山司も元プロボクサーで西日本新人王、元東洋太平洋ライト級王者坂本博之と同じ児童養護施設で育った。

## 来歴
地元のアマチュアジムでボクシングを始め、高校時代には全国高校選抜大会にも出場した経験を持つ。
2017年12月17日、佐山万里菜戦でプロデビューし、判定勝利。
デビューから4連勝した後、2019年12月31日、大田区総合体育館におけるトリプル世界戦の前座にて日本女子フライ級王座決定戦として佐山万里菜と再戦、判定で勝利し初タイトル獲得。
しかし、2021年7月19日付で5戦全勝、日本チャンピオンのまま21歳の若さで引退。コロナ禍で初防衛戦が決まらなかったことに加え、ボクシングに使っているたくさんの時間をもっと他の夢や、やりたいことに使っていきたいという思いから決断に至った。

## 戦績
- アマチュア：5勝(3RSC)3敗
- プロ：5戦5勝

| 戦           | 日付           | 勝敗 | 時間 | 内容    | 対戦相手               | 国籍 | 備考                     |
| ------------ | -------------- | ---- | ---- | ------- | ---------------------- | ---- | ------------------------ |
| 1            | 2017年12月17日 | 勝利 | 4R   | 判定3-0 | 佐山万里菜（ワタナベ） | 日本 | プロデビュー戦           |
| 2            | 2018年4月22日  | 勝利 | 4R   | 判定3-0 | 和田茜（中内）         | 日本 |                          |
| 3            | 2018年8月12日  | 勝利 | 4R   | 判定2-1 | 赤井優生（ヨシヤマ）   | 日本 |                          |
| 4            | 2019年6月9日   | 勝利 | 6R   | 判定3-0 | 近藤佐知子（駿河）     | 日本 |                          |
| 5            | 2019年12月31日 | 勝利 | 6R   | 判定3-0 | 佐山万里菜（ワタナベ） | 日本 | 日本女子フライ級王座獲得 |
| テンプレート |                |      |      |         |                        |      |                          |

## 獲得タイトル
- 第3代日本女子フライ級王座（防衛0=返上）